# Thirmida superba
Thirmida superba är en fjärilsart som beskrevs av Druce 1890. Thirmida superba ingår i släktet Thirmida och familjen tandspinnare. Inga underarter finns listade i Catalogue of Life.